# عندما ينحني الطريق: حكايات قافلة غجرية
عندما ينحني الطريق: حكايات قافلة غجرية هو فيلم وثائقي صدر عام 2006 من إخراج جاسمين ديلال ويدور حول الموسيقيين الغجر في الولايات المتحدة.

## المحتوى
يتتبع الفيلم موسيقيين غجر في خمس فرق أثناء جولة حفلات موسيقية عبر الولايات المتحدة. يتضمن الفيلم عروضًا حية ومشاهد خلف الكواليس ومشاهد مع عائلات الموسيقيين في الهند وإسبانيا ومقدونيا ورومانيا ومقابلات.  وتظهر الموسيقية إسما ريدزيبوفا.  ويتضمن مقابلة مع جوني ديب.  يتضمن أيضًا ظهورا لكل من:
- تاراف دي هايدوكس
- إسما ريدزيبوفا
- فانفارا سيوكارليا
- مهراجا (بما في ذلك الملكة هاريش)
- فرقة أنطونيو إل بيبا لموسيقى الفلمنكو تضم المغنية خوانا لا ديل بيبا "المرتبطة بعائلة باريلا التي تعزف على الجيتار وكل من عشائر زامبو وتيريموتو الغنائية." [7]
- جوني ديب
- جورج ايلي [8] [9]

## الإنتاج
أخرجت الفيلم من جاسمين ديلال، وشارك في إنتاجه ديلال وسارة بي. نولان. تم إنتاجه تنفيذيًا بواسطة سان فو مالثا، ووتر باريندريخت، ومايكل جيه فيرنر.   كانت الشركة التي أنتجت الفيلم هي Little Dust Productions بالتعاون مع ITVS و Fu Works Filmrights وFortissimo Films .  تم تصويره من قبل ألبرت مايسلز، وألان دو هاليو، وديلال.

## إصداره
تم إصداره في أمريكا الشمالية في عام 2006.  وفي عام 2007 في المملكة المتحدة. 

## النقد
وفقًا لموقع الطماطم الفاسدة Rotten Tomatoes، كان إجماع النقاد على أنه "فيلم وثائقي ديناميكي يتبع خمس فرق رومانية وهو متعة للحواس بفضل الألوان النابضة بالحياة والموسيقى الانتقائية". 

## روابط خارجية
- Tales of a Gypsy Caravan  في قاعدة بيانات الأفلام على الإنترنت (بالإنجليزية)
- Tales of a Gypsy Caravan في روتن توميتوز.